# Copa Ganadores de Copa
Puchar Zdobywców Pucharu CONMEBOL (hiszp. Copa Ganadores de Copa) – coroczne klubowe rozgrywki piłkarskie dla zdobywców Pucharów krajowych Ameryki Południowej organizowane przez CONMEBOL (hiszp. Confederación Sudamericana de Fútbol) w latach 1970-1971.

## Historia
Zapoczątkowany został w 1970 roku przez CONMEBOL jako Copa Ganadores de Copa. W rozgrywkach uczestniczyły zespoły, które zdobyły ten Puchar krajowy. W turnieju uczestniczyło 8 drużyn: Atlanta Buenos Aires (zdobywca Pucharu Argentyny), Mariscal Santa Cruz (zdobywca Pucharu Boliwii), Unión Española (zdobywca Pucharu Chile), CD El Nacional (zdobywca Pucharu Ekwadoru), Club Libertad (zdobywca Pucharu Paragwaju), Municipal Lima (zdobywca Pucharu Peru), Rampla Juniors (zdobywca Pucharu Urugwaju) i Unión Deportiva Canarias (zdobywca Pucharu Wenezueli). Nie uczestniczyły mistrzowie Kolumbii i Brazylii. Najpierw drużyny zostały podzielone na dwie grupy: Północ (3 kluby) i Południe (5 klubów). Zespoły systemem kołowym rozgrywały swoje mecze u siebie i w gościach. Potem w finale zwycięzcy grup w dwumeczu walczyły o Puchar. Pierwszym zwycięzcą został Mariscal Santa Cruz.
II edycja została przekształcona na turniej towarzyski z powodu rezygnacji wielu zespołów. Tak w pierwszej grupie w ogóle nie odbył się żaden mecz (najpierw odmówili udziału przedstawiciele Argentyny i Boliwii, a potem zrezygnowali kluby Chile i Urugwaju). Zwycięzca został ogłoszony zespół, który finiszował pierwszym w drugiej grupie, czyli América Quito.

## Finały
| 1970 Szczegóły | Mariscal Santa Cruz | 0:0 2:0                                                               | CD El Nacional                                                        | dwumecz |  |
| 1971 Szczegóły | América Quito       | brak drugiego finalisty, w pierwszej grupie nie odbył się żaden mecz. | brak drugiego finalisty, w pierwszej grupie nie odbył się żaden mecz. |         |  |

## Klasyfikacja medalowa
| Miejsce | Kraj    | Klub                | Zwycięzca | Finalista | Razem | Lata zwycięstw | Lata porażek |
| ------- | ------- | ------------------- | --------- | --------- | ----- | -------------- | ------------ |
| 1.      | Boliwia | Mariscal Santa Cruz | 1         | 0         | 1     | 1970           |              |
| .       | Ekwador | América Quito       | 1         | 0         | 1     | 1971           |              |
| 3.      | Ekwador | CD El Nacional      | 0         | 1         | 1     |                | 1970         |

## Osiągnięcia krajowe
| Miejsce | Kraj    | Zwycięzca | Finalista | Razem |
| ------- | ------- | --------- | --------- | ----- |
| 1.      | Ekwador | 1         | 1         | 2     |
| 2.      | Boliwia | 1         | 0         | 1     |